# Psephotellus
Psephotellus Mathews, 1913 è un genere di uccelli della famiglia degli Psittaculidi.

## Tassonomia
Comprende le seguenti specie:
- Psephotellus varius  (A.H.Clark, 1910) - pappagallo della mulga
- Psephotellus dissimilis  (Collett, 1898) - pappagallo monaco
- Psephotellus chrysopterygius  (Gould, 1858) - pappagallo spalledorate
- Psephotellus pulcherrimus † (Gould, 1845) - pappagallo del paradiso